# Forcipomyia carolinensis
Forcipomyia carolinensis är en tvåvingeart som först beskrevs av Tokunaga 1940.  Forcipomyia carolinensis ingår i släktet Forcipomyia och familjen svidknott. Inga underarter finns listade i Catalogue of Life.